# Bijinkur
Bijinkur är en holme i Marshallöarna.   Den ligger i kommunen Kwajalein, i den västra delen av Marshallöarna, 400 km väster om huvudstaden Majuro. Bijinkur ligger 6 meter över havet. Arean är 0,17 kvadratkilometer.
Terrängen på Bijinkur är mycket platt. Öns högsta punkt är 8 meter över havet. Den sträcker sig 1,6 kilometer i nord-sydlig riktning, och 0,2 kilometer i öst-västlig riktning.